# Pyrausta despicata
Pyrausta despicata là một loài bướm đêm thuộc họ Crambidae. Nó được tìm thấy ở châu Âu.
Sải cánh dài 14–21 mm. Con trưởng thành bay từ tháng 5 đến tháng 9 tùy theo địa điểm.
Ấu trùng ăn Plantago lanceolata và Plantago major.

## Hình ảnh

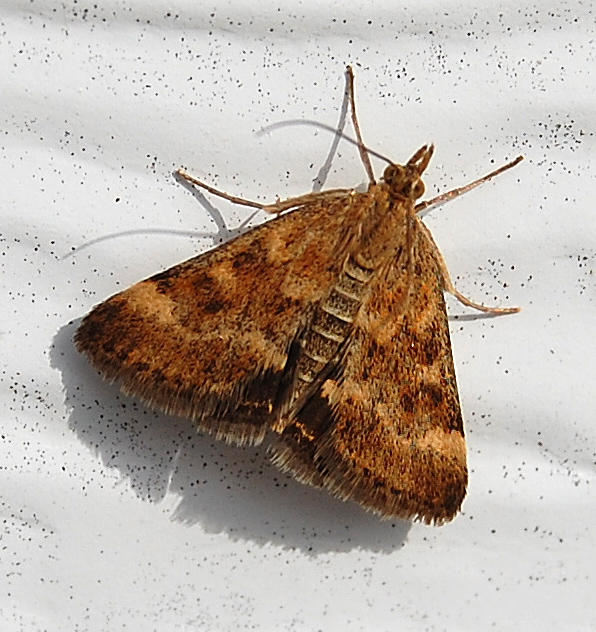
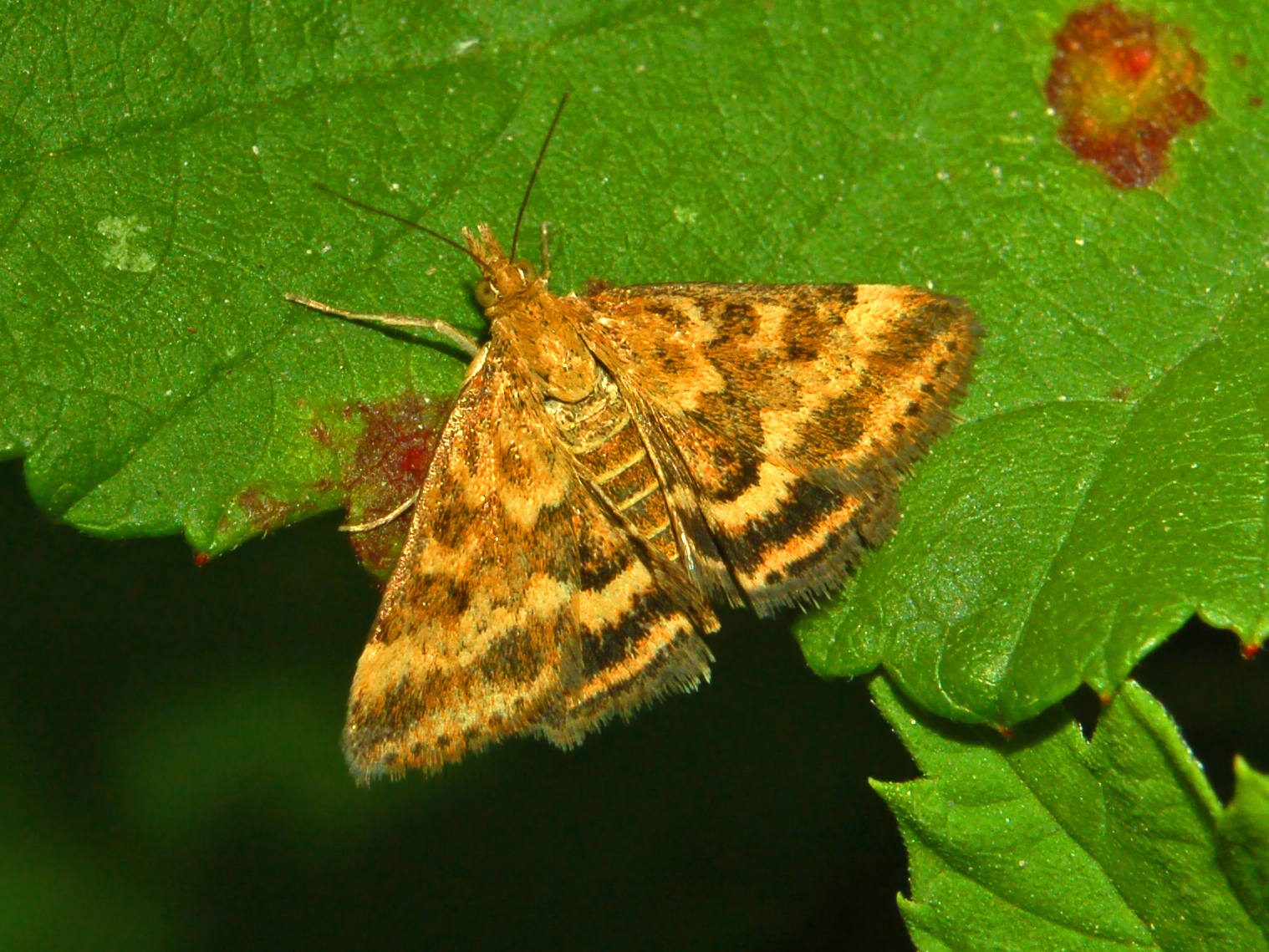
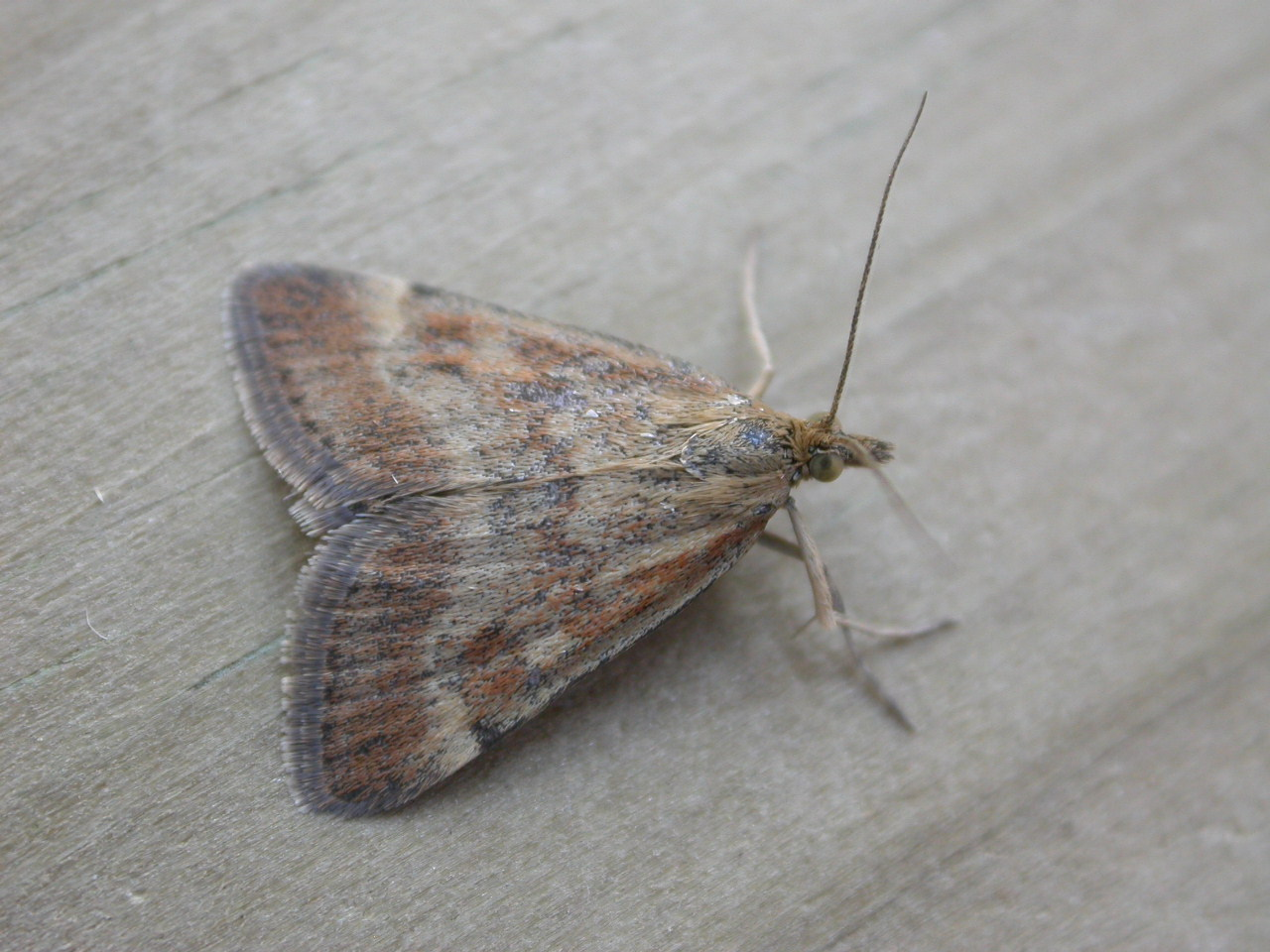
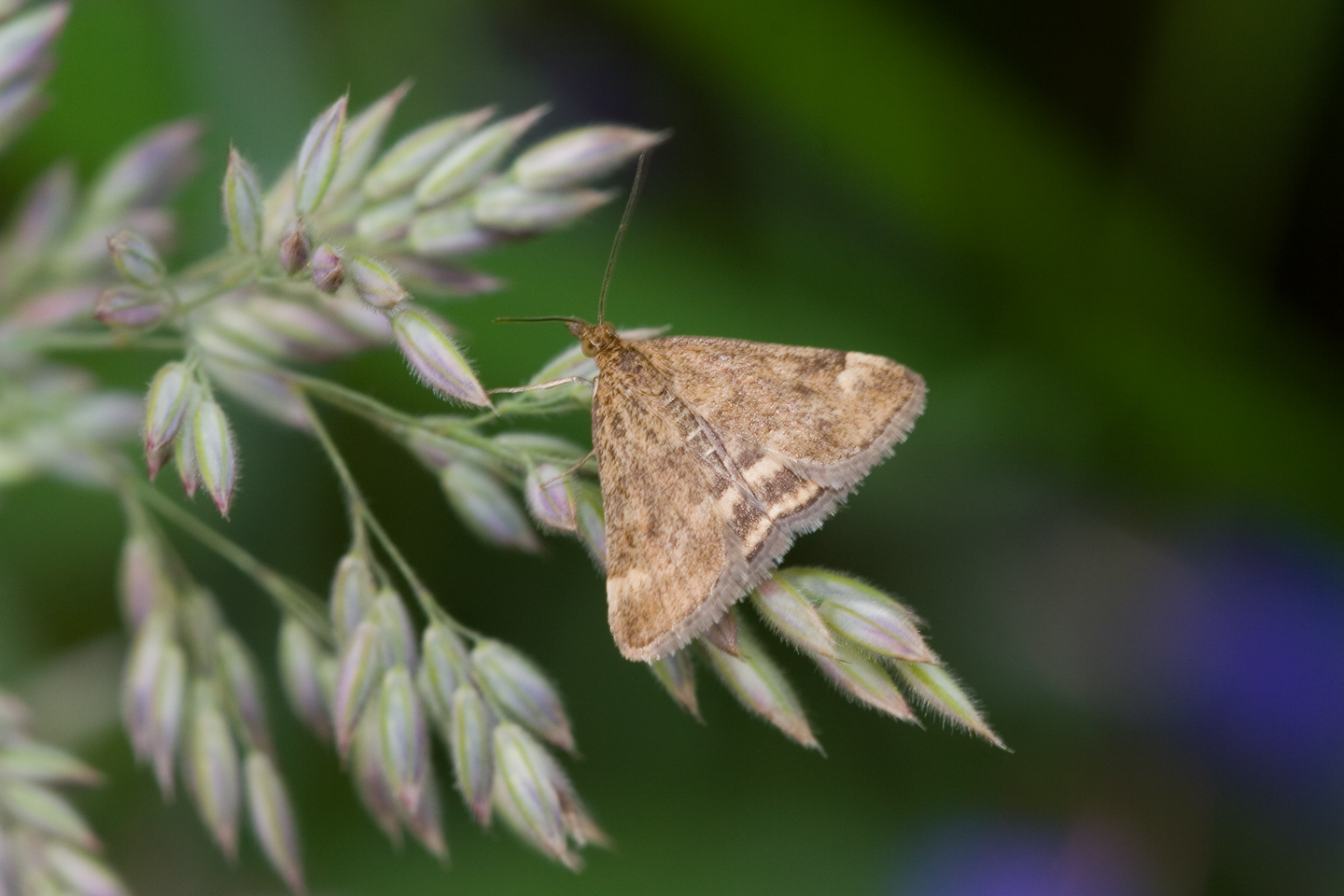